# Yan Duffas
Yan Duffas, né le  12 janvier 1971 à Paris, est un acteur français.
Il a été pensionnaire de la Comédie-Française.

## Biographie
Yan Duffas  étudie au Conservatoire national supérieur d'art dramatique de Paris. Dès lors, il n’a cessé d’enchaîner pièces de théâtre et séries et films. En 2009, l’acteur participe à la comédie musicale « Zorro », dans laquelle il campe le capitaine Ramon. 
Depuis 2010, il s'est reconverti dans la photographie et travaille comme Retoucheur Chromiste.

## Filmographie
- 2009 : Coco avant Chanel : Maurice de Nexon
- 2008 : Clara Sheller (série télévisée) : Pascal
  - La porte de la tour bancale 
  - Le mystère du catogan
  -  Des chrysanthèmes pour Bernard 
  - Une femme peut en cacher une autre 
  - Une autruche en décapotable
- 2008 : Mitterrand à Vichy, téléfilm de Serge Moati : Georges Dayan
- 2008 : Cellule Identité  (série télévisée) : Félix
- 2007-2009 : Équipe médicale d'urgence (série télévisée) : Dr Chastenay, interne à l'Hôpital Sainte-Marguerite
- 2007 : Les Bleus, premiers pas dans la police  (série télévisée) : Archiviste François
  - Les yeux fermés 
  - Hôtels particuliers
- 2007 : Diane, femme flic  (série télévisée) : Nicolas Caillon
  - Bourreau de travail
- 2005 : Les Cordier, juge et flic  (série télévisée) : Antoine Leroi
  - Copie conforme
- 2005 : Trois femmes flics  (série télévisée) : Axel (6 épisodes)
- 2004 : La Crim'  (série télévisée) : Thierry Verneuil
  - Dérapages
- 2003 :  Sept ans de mariage de Didier Bourdon : Arnaud
- 2003 : Les femmes ont toujours raison, téléfilm de Élisabeth Rappeneau : Leprince
- 2003 : Jean Moulin, une affaire française, téléfilm de Pierre Aknine : Henri Aubry
- 2002 : Une femme d'honneur   (série télévisée) : Jérémie Tardieu
  - Secret de famille
- 2001-2002 : Avocats et Associés (série télévisée) : Alexandre d'Avila  (13 épisodes)
- 2001 : De toute urgence, téléfilm de Philippe Triboit : Pascal
- 2000 : Le Libertin de Gabriel Aghion : Abraham
- 1999 : Dossier: disparus   (série télévisée) : Eric Tudal Tardieu
  - Cédric
- 1997 : Maigret   (série télévisée) : Julien Loret
  - Maigret et l'enfant de chœur
- 1996 : Pédale douce de Gabriel Aghion : Fripounet
- 1995 : Jefferson à Paris de James Ivory : L'assistant
- 1995 : Une femme française de Régis Wargnier : un joueur de volleyball
- 1992 : L'Inconnu dans la maison de Georges Lautner : Pascal Abecassis

## Théâtre
- Psyché de Corneille et Molière, mise en scène Yan Duffas,   Théâtre de l'Athénée-Louis Jouvet